# Santi Romano
Santi Romano (Palermo, 31 de enero de 1875 - Roma, 3 de noviembre de 1947) fue un jurista, magistrado y político italiano.

## Biografía

### Educación
Licenciado en Derecho en 1896 por la Universidad de Palermo, donde fue alumno de Vittorio Emanuele Orlando y trabajó durante muchos años como profesor universitario de Derecho Administrativo.

### Carrera académica
Comenzó su carrera académica en 1898 en la Universidad de Palermo, enseñando derecho administrativo, y al año siguiente en la Universidad de Camerino. Llegó a ser profesor titular de derecho constitucional en la Universidad de Módena (1906), y luego de derecho administrativo en la Universidad de Pisa (1909), de derecho constitucional en la Universidad de Milán (1925) y de derecho administrativo y constitucional en la Universidad La Sapienza de Roma (de 1928 a 1943).
Desarrolló una brillante carrera académica, siendo también nombrado decano de la Facultad de Derecho de Pisa, de 1923 a 1925, y de Milán, de 1925 a 1928. También fue miembro de la Accademia dei Lincei de 1935 a 1946, así como corresponsal de la Accademia delle Scienze de Turín, y de la Accademia di scienze, lettere ed arti di Palermo e di Modena. Fue Académico de Italia (1939). A lo largo de su vida recibió numerosos honores: fue nombrado por el rey Vittorio Emanuele III caballero de la orden, caballero oficial, comendador, gran oficial y gran cordón de la Corona italiana.

### Carrera jurisdiccional
Tras las garantías iniciales de que la elección del Presidente del Consejo de Estado saldría de las filas del organismo, Benito Mussolini lo nombró por sorpresa el 15 de diciembre de 1928 -sólo dos meses después de su ingreso en el PNF en octubre de 1928- para el más alto cargo de la justicia administrativa italiana. Y ello a pesar de que había muchos argumentos en contra de la tesis de que debía haber procedido a la "fascistización" del Consejo de Estado. También fue miembro del comité científico de la revista "Il diritto razzista".
En 1934 el soberano le nombró senador del Reino. Siguió siendo presidente del Consejo de Estado hasta el 11 de octubre de 1944, fecha en la que fue retirado. El 8 de julio de 1944 fue acusado de haber apoyado el régimen fascista de Benito Mussolini y al año siguiente fue inhabilitado en el Senado, como confirmó el Tribunal Supremo el 8 de julio de 1948. Romano ya había muerto el año anterior.
| Opinión sobre el establecimiento del primer mariscal del imperio |
| --- |
| En la crítica de la posguerra, se le reprochó, entre otras cosas, su opinión favorable a la institución del primer mariscalato del Imperio y su concesión a Mussolini: Santi Romano se justificó entonces ante Vittorio Emanuele Orlando, recordando que la opinión había sido solicitada después de que la ley hubiera sido aprobada por las dos Cámaras "y se refería sólo a la cuestión jurídica de si la ley infringía las prerrogativas reales, no a la conveniencia política de la medida". Incluso hoy estoy convencido de la corrección de mi opinión". Lapidario, tres días más tarde, la respuesta del viejo Orlando: "Por lo que a mí respecta, no puedo excluir que la opinión que has expresado sea discutible, al igual que excluyo que el hecho de que la hayas expresado disminuya y hiera la estima por un Maestro como tú. Pero también hay que contar con la malicia de los demás". El rey Víctor Manuel III, en cambio, se mostró mucho menos comprensivo con el jurista que había valorado favorablemente la institución del nuevo título, justificando así una inadecuada equiparación del dictador con el soberano, pronunciando estas palabras: "Los profesores de derecho constitucional, sobre todo cuando son oportunistas pusilánimes, como el profesor Santi Romano, siempre encuentran argumentos para justificar las tesis más absurdas: es su trabajo; pero yo sigo manteniendo mi propia opinión. Además, no he ocultado este estado de ánimo a los dos Presidentes de las Cámaras, para que lo hagan saber a los promotores de este desaire a la Corona, que debe ser el último." |

## Contribución científica
Santi Romano es conocido por ser el principal defensor, en Italia, de la teoría institucionalista del derecho: según esta doctrina la norma jurídica, a pesar de su importancia, no explica todo el mundo del derecho y, de hecho, para ser calificada como jurídica, debe provenir ya del derecho entendido en su aspecto fundamental. Esto permite entender, por utilizar una de sus expresiones, que "el Derecho, antes de ser una norma y antes de ser una simple relación o serie de relaciones sociales, es la organización, la estructura y la posición de la propia sociedad en la que se desarrolla y a la que constituye como unidad, como entidad propia". En resumen, el derecho es una institución, de ahí el nombre de la teoría. En consecuencia, dado que el derecho se deriva de la estructura de la sociedad, nada impide la existencia de una pluralidad de sistemas jurídicos. Este es uno de los rasgos más innovadores de su teoría, que aún hoy se sigue y se aprecia.
Romano también es conocido por su desarrollo en: 
- La teoría del pluralismo de los sistemas jurídicos, desarrollada en la segunda parte de su obra principal, L'ordinamento giuridico (El sistema jurídico), según la cual el Estado es uno de los sistemas jurídicos existentes, no el único.
- La teoría de la necesidad en el ordenamiento jurídico, según la cual la necesidad (o la eficacia) constituye la fuente primaria del derecho
- La teoría de la soberanía de los sistemas jurídicos, según la cual -dado que la soberanía de un sistema se identifica con su originalidad- existen múltiples sistemas soberanos (tanto públicos como privados).
- Un concepto particular de Santi Romano es el de la violencia revolucionaria, que se considera violencia legalmente organizada y no violencia como tal. La teoría de Santi Romano se inspiró en la de Maurice Hauriou y fue apoyada por Georges Renard, pero no por el célebre jurista austriaco Hans Kelsen, que entró en una viva polémica con el profesor siciliano. Hoy en día la mayoría de la doctrina es partidaria de la teoría normativista del derecho, apoyada por el propio Kelsen y Norberto Bobbio. Entre sus numerosos alumnos se encuentran Guido Zanobini, Vezio Crisafulli, Carlo Esposito y Massimo Severo Giannini. Un papel aparte desempeñó su hijo Salvatore Romano -él mismo profesor titular de la Universidad de Florencia-, que profundizó y desarrolló la tesis institucionalista en el ámbito del derecho privado.

## Obras
- Principios del derecho administrativo italiano, 1912
- Principios del derecho administrativo italiano, 1901.
- Principii di diritto amministrativo italiano, 3ª edición revisada, Parma, Società Editrice Libraria, 1912.
- L'ordinamento giuridico, 1918; reimpreso, editado y con un ensayo de Mariano Croce, Quodlibet, Macerata 2018, ISBN 978-88-22-90264-1.
- Curso de Derecho Colonial; 1918.
- Curso de Derecho Internacional; 1926.
- Principios de Derecho Constitucional General, 1945.
- Fragmentos de un diccionario jurídico, 1947.
- Escritos menores, Milán, 1950

## Honores
- Caballero de la Orden de la Corona de Italia: 8 de octubre de 1911
- Oficial de la Orden de la Corona de Italia: 20 de mayo de 1917
- Comendador de la Orden de la Corona de Italia: 2 de junio de 1921
- Gran Oficial de la Orden de la Corona de Italia: 29 de abril de 1926
- Caballero Gran Cruz de la Orden de la Corona de Italia:18 de abril de 1930
- Caballero de la Orden de los Santos Mauricio y Lázaro: 8 de junio de 1916
- Oficial de la Orden de los Santos Mauricio y Lázaro: 23 de enero de 1921
- Gran Oficial de la Orden de los Santos Mauricio y Lázaro: 25 de enero de 1932
- Caballero de la Gran Cruz condecorado con el Gran Cordón de la Orden de los Santos Mauricio y Lázaro: 15 de enero de 1933